# 小松素臣
小松 素臣（こまつ もとおみ、1930年 - ）は、広島県広島市出身のクラシック・ギタリスト、編曲家。

## 経歴・人物
ギターを酒井富士夫に師事、呉泰次郎に理論を学ぶ。
フジテレビ・ミュージックフェアやNTVドラマの音楽担当、NHKの音楽録音など、各種テレビの音楽関係の仕事に携わる。
1970年頃より、裏方の仕事から編曲家として表舞台に立ち始め、その後、演奏家としても注目され始めた。尾田宣秋とのコンビで、日本コロムビアよりギターデュオとして『クラシック名曲選』、6枚シリーズで『ギターデュエット・クラシック名曲集』等のレコードを収録、リリースしたが、2010年現在復刻版は出ていない（後述の対談レコードは復刻版あり）。
活動拠点は主に地元広島で、広島市の自宅では小松ギター教室を主宰、クラシックギターの指導にあたり、プロの養成に努力するかたわら、クラシックギター教則本、クラシックギター名曲集等の著作を出版。その中でも教則本『今日の今からすぐ弾ける』は、その解りやすい解説で人気が高く、現在でも重版を重ね、ギター初心者のバイブル的存在となっている。
2006年夏、高齢のため、長く営んできたギター教室を閉じ、2010年現在は隠居している。
京都好き、著書に「私の京都」がある他、京都大徳寺大仙院住職・尾関宗園との対談レコード収録にあたって聞き手に選ばれている。

## 主な著作
- 古典ギター名選集(1967年、協楽社)
- 私の京都　愛する京へのひとり旅(1977年、共同音楽出版社)
- 今日の今からすぐ弾ける　楽譜が読めなくてもＯＫ！ギター初歩の初歩(1981年、中央アート出版)

## その他
- 出来る出来る!!何でも出来る!!(京都大徳寺大仙院住職・尾関宗園との対談レコード、日本コロムビア、1978年)